# LigaLive
LigaLive è un tour del cantante italiano Luciano Ligabue svolto nell'estate del 2002 nei maggiori stadi d'Italia. I concerti cominciano il 5 luglio 2002 allo Stadio San Siro di Milano e proseguono fino a settembre, poi Ligabue partirà per un tour invernale.

## Formazione
- Federico Poggipollini: chitarra
- Mel Previte: chitarra
- Fabrizio Simoncioni: tastiere
- Antonio Righetti: basso
- Roberto Pellati: batteria

## Date
- 5 luglio 2002, Milano, Stadio San Siro
- 6 luglio 2002, Milano, Stadio San Siro
- 15 luglio 2002, Roma, Stadio Olimpico – Registrazione ufficiale
- 20 luglio 2002, Santa Lucia di Piave, Campo Fiera
- 24 luglio 2002, Perugia, Arena Parco Santa Giuliana (posticipato per nubifragio al  25 luglio 2002)
- 28 luglio 2002, Palermo, Velodromo Paolo Borsellino
- 1º agosto 2002, Cagliari, Fiera di Cagliari
- 3 agosto 2002, Sassari, Stadio Vanni Sanna
- 6 agosto 2002, Pescara, Stadio Adriatico
- 8 agosto 2002, Lecce, Cave del Duca Cavallino
- 10 agosto 2002, Rimini, Stadio Romeo Neri
- 6 settembre 2002, Cosenza, Stadio San Vito
- 10 settembre 2002, Firenze, Stadio Artemio Franchi
- 12 settembre 2002, Reggio Emilia, arena concerti Campo Volo
- 14 settembre 2002, Napoli, Curva B Stadio San Paolo
- 18 settembre 2002, Verona, Arena di Verona
- 19 settembre 2002, Verona, Arena di Verona

## Scaletta
Scaletta 1
1. In pieno rock'n'roll
2. Nato per me
3. Ho perso le parole
4. Sulla mia strada
5. Voglio volere
6. Eri bellissima
7. Si viene e si va
8. Quella che non sei
9. Ho messo via
10. Libera uscita[1]
11. Il mio nome è mai più
12. A che ora è la fine del mondo?
13. Ti sento
14. L'odore del sesso
15. Piccola stella senza cielo
16. Libera nos a malo
17. Vivo morto o X
18. Non è tempo per noi
19. Viva![1]
20. Una vita da mediano
21. Questa è la mia vita
22. Tutti vogliono viaggiare in prima
23. Tra palco e realtà
24. Balliamo sul mondo
25. Certe notti
26. Salviamoci la pelle!!!![1]
27. Chissà se in cielo passano gli Who
28. Urlando contro il cielo[1]

Note:
- Scaletta del concerto di Roma, dal DVD Fuori come va? Tour - Roma stadio Olimpico

Scaletta 2
1. Nato per me
2. Figlio d'un cane
3. Il giorno di dolore che uno ha
4. I "ragazzi" sono in giro
5. Voglio volere
6. Ho perso le parole
7. Si viene e si va
8. Quella che non sei
9. Ho messo via
10. Eri bellissima
11. A che ora è la fine del mondo?
12. Ti sento
13. L'odore del sesso
14. Piccola stella senza cielo
15. Libera nos a malo
16. Vivo morto o X
17. Non è tempo per noi
18. Una vita da mediano
19. Viva!
20. Questa è la mia vita
21. Tutti vogliono viaggiare in prima
22. Balliamo sul mondo
23. Tra palco e realtà

Bis:
1. Certe notti
2. Il mio nome è mai più
3. Leggero
4. Urlando contro il cielo

## Registrazioni Ufficiali
- Fuori come va? Tour - Roma stadio Olimpico (registrato il 15 luglio 2002 allo Stadio Olimpico di Roma sotto la pioggia)